# Protección contra incendios

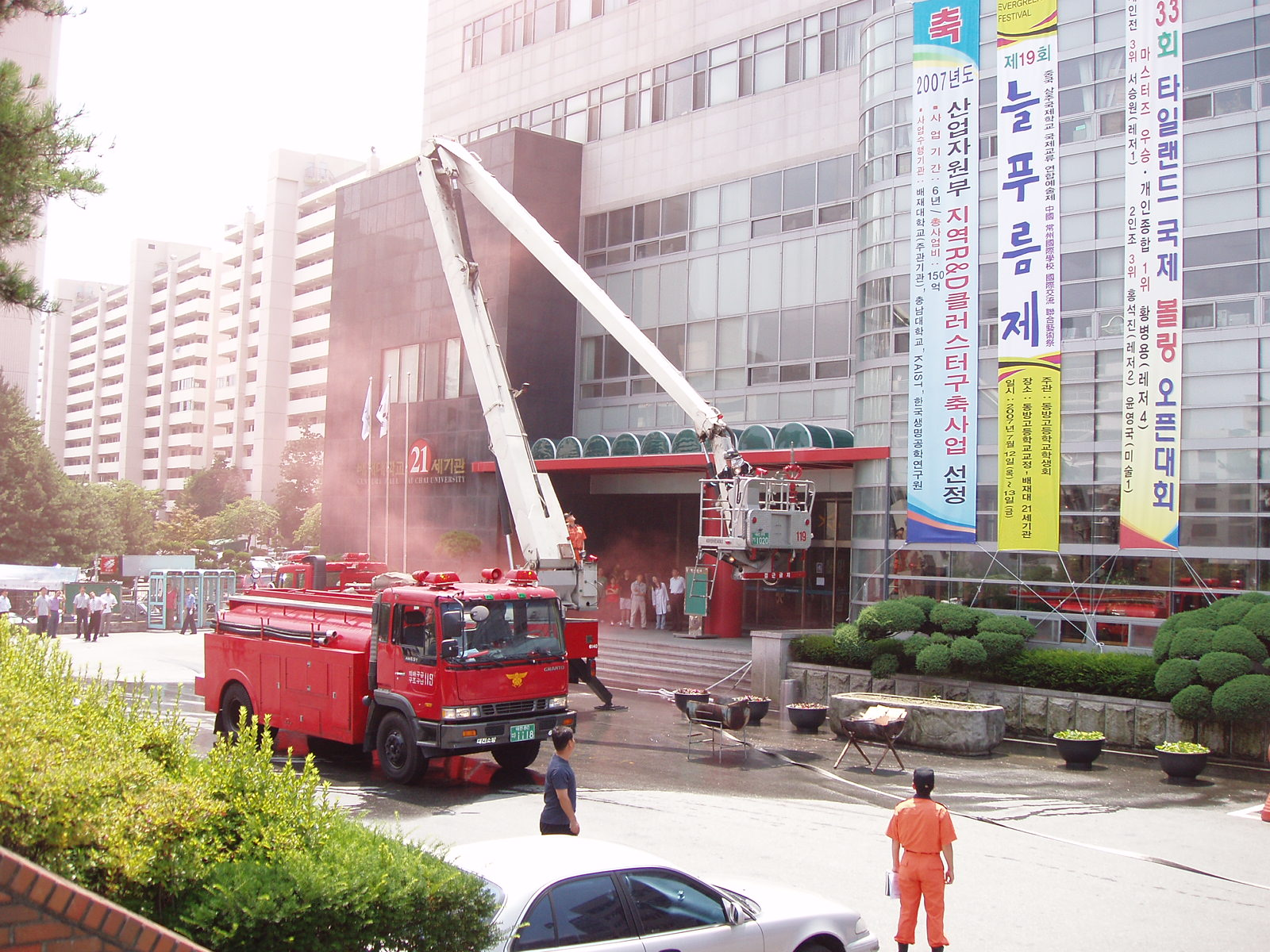
Bomberos en acción.

Se llama protección contra incendios al conjunto de medidas que se disponen en los edificios para protegerlos contra la acción del fuego. Estos incendios traen como consecuencia pérdidas materiales, bienes o en el peor de los casos las vidas de los humanos.
Generalmente, con ellas se trata de conseguir tres fines:
- Salvar vidas humanas
- Minimizar las pérdidas económicas producidas por el fuego.
- Conseguir que las actividades del edificio puedan reanudarse en el plazo de tiempo más corto posible.

La salvación de vidas humanas suele ser el único fin de la normativa de los diversos estados y los otros dos los imponen las compañías de seguros rebajando las pólizas cuanto más apropiados sean los medios.
Las medidas fundamentales contra incendios pueden clasificarse en dos tipos:
- Medidas pasivas: Se trata de las medidas que afectan al proyecto o a la construcción del edificio, en primer lugar facilitando la evacuación de los usuarios presentes en caso de incendio, mediante caminos (pasillos y escaleras) de suficiente amplitud, y en segundo lugar retardando y confinando la acción del fuego para que no se extienda muy deprisa o se pare antes de invadir otras zonas.
- Medidas activas: Fundamentalmente manifiesta en las instalaciones de extinción de incendios.

## Medios pasivos
Para conseguir una fácil rápida evacuación de los ocupantes del edificio, las diversas normativas determinan el ancho mínimo de los pasillos, escaleras y puertas de evacuación, las distancias máximas a recorrer hasta llegar a un lugar seguro, así como disposiciones constructivas (apertura de las puertas en el sentido de la evacuación, escaleras con pasamanos, etc). También se establecen recorridos de evacuación protegidos (pasillos y escaleras), de modo que no solamente tienen paredes, suelo y techos resistentes a la acción del fuego, sino que están decorados con materiales incombustibles. Las disposiciones llegan a determinar que un tramo de escaleras tendrá un mínimo de tres escalones, para evitar caídas.
Para retardar el avance del fuego se divide el edificio en sectores de incendio de determinados tamaños máximos, sectores limitados por paredes, techo, suelo y puertas de una cierta resistencia al fuego. En la evacuación, pasar de un sector a otro, es llegar a un lugar más seguro. Todo edificio, completo, ha de ser también un sector de incendio para evitar que el fuego pase a los edificios colindantes.  Los técnicos de bomberos agrupados en la APTB (Asociación profesional de técnicos de bomberos)  insisten en que en caso de fuego  lo importante es cerrar las puertas al fuego para evitar su propagación. De hecho, son muy ilustrativas las pruebas realizadas por técnicos de extinción en el que se ve como se salvan personas que se refugiaron en sus habitaciones con la puerta cerrada, mientras que el resto de la vivienda era arrasada por completo.
Se sabe que Nerón, cuando reconstruyó Roma tras el incendio, obligó a que las medianeras de las casas fueran de piedra, para evitar que en lo futuro se repitiese un desastre así. Es la primera noticia que se tiene del establecimiento de algo semejante a lo que ahora se conoce como "sectores de incendio".[cita requerida]

## Medios activos

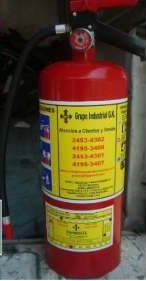
MataFuego (extintor)

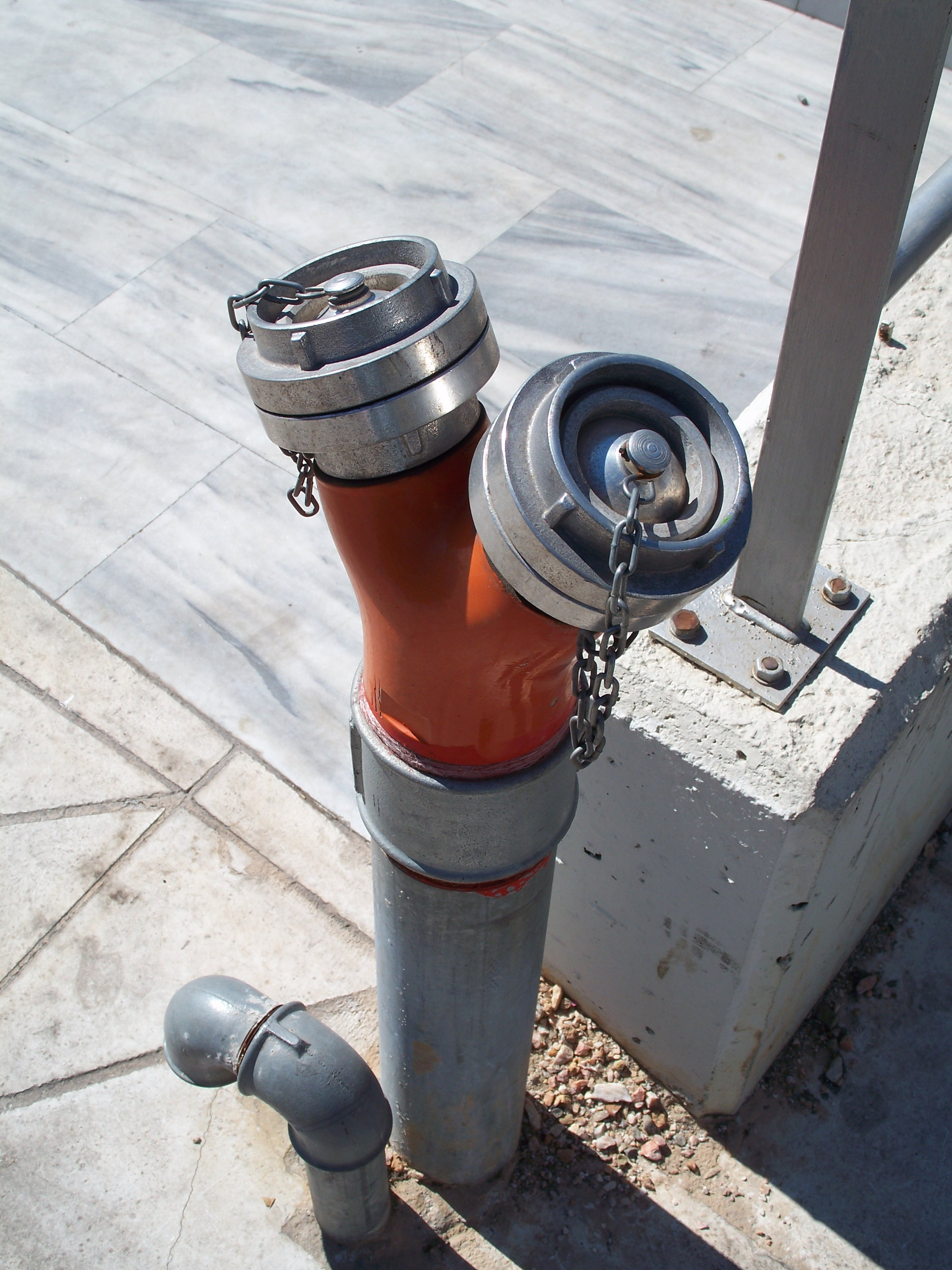
Hidrante de incendios

Hay varios tipos:
- Detección:

Mediante detectores automáticos (de humos, de llamas o de calor, según las materias contenidas en el local) o humanos y manuales (timbres que cualquiera puede pulsar si ve un conato de incendio).
- Alerta y señalización:

Se da aviso a los ocupantes mediante timbres o megafonía y se señalan con letreros en color verde (a veces luminosos) las vías de evacuación. Algunos timbres incluyen mensajes de voz pre-grabados para mejorar la claridad y la efectividad del aviso. Hay letreros de color encarnado señalando las salidas que no sirven como recorrido de evacuación. También debe de haber un sistema de iluminación mínimo, alimentado por baterías, que permita llegar hasta la salida en caso de fallo de los sistemas de iluminación normales del edificio.
Los sistemas automáticos de Alerta se encargan también de avisar, por medios electrónicos, a los bomberos. En los demás casos debe encargarse una persona por teléfono.
- Extinción:

Mediante agentes extintores (agua, polvo, espuma, nieve carbónica), contenidos en extintores o conducidos por tuberías que los llevan hasta unos dispositivos (bocas de incendio, hidrantes, rociadores) que pueden funcionar manual o automáticamente.
- Presurización de escaleras:

Por otra parte, y en la edificación de mediana a gran altura, es ampliamente utilizado el método de presurización de las cajas de escaleras a fin de mantener una presión estática muy superior a la existente en los pasillos de los pisos. Este artificio es necesario para que los humos a alta temperatura no se desplacen hacia el interior de las escaleras, lugar destinado a la expedita evacuación de los ocupantes del edificio, además de evitar un posible efecto de tobera debido a la menor densidad propia de los humos, lo que provocaría una aceleración en la propagación del incendio y su difícil manejo. Este método de presurización se realiza mediante ventiladores industriales de tipo axial, de gran caudal, que generan una circulación desde la parte inferior de la edificación hasta un respiradero superior. Cabe recordar que para que este método surta efecto, las puertas cortafuego deben mantenerse cerradas siendo para ello lo más apropiado las puertas pivotantes.

## Normativas
En cada país suele existir una norma que regula las disposiciones de protección, tanto activas como pasivas. A veces, los gobiernos locales, promulgan normas adicionales que adaptan la normativa nacional a las particularidades de su zona.
En España es de aplicación el Documento Básico DB SI "Seguridad en caso de incendio", del Código Técnico de la Edificación en edificios residenciales, comerciales, administrativos, etc y el Reglamento de Seguridad contra incendios en establecimientos industriales es de obligada aplicación en industrias. Anteriormente a la promulgación del DB SI, estaba en vigor la Norma Básica de la Edificación-Condiciones de Protección de Incendios (NBE-CPI-96) derogada el 29 de septiembre de 2006.
El 12 de junio de 2017 se publica en el BOE la entrada en vigor del nuevo reglamento RIPCI que conlleva una serie de nuevos requisitos y obligaciones para las empresas de instalación y mantenimiento, que les obliga a cumplirlas a partir del 12 de diciembre de 2017, dejando una moratoria de 2 años para que las empresas del sector de Seguridad Anti Incendios se adapten a ella, siendo la fecha límite el 12 de diciembre de 2019, fecha a partir de la cual las empresas podrán ser sancionadas por el incumplimiento. El nuevo reglamento RIPCI presenta algunas diferencias frente al antiguo reglamento ya derogado y que las empresas españolas deberán adaptarse y realizar las modificaciones pertinentes.
En México existe la NOM-002-STPS-2010 "Prevención y protección contra incendios en los centros de trabajo" cuya aplicación es obligatoria en todo el territorio nacional y que establece los requerimientos mínimos con que debe contar todo centro de trabajo a fin de evitar que sucedan los conatos de incendio y en caso de que estos sucedan estar permanentemente preparados para responder a la emergencia de manera adecuada. Dicha normativa entró en vigor en su última edición a partir de 2011.<ref>STPS (12 de diciembre de 2010). «Emite la STPS la NOM-002-STPS-2010...». Archivado desde el original el 15 de junio de 2013. Consultado el 23 de marzo de 2014.